# Metatrogus castaneus
Metatrogus castaneus är en skalbaggsart som beskrevs av Britton 1978. Metatrogus castaneus ingår i släktet Metatrogus och familjen Melolonthidae. Inga underarter finns listade i Catalogue of Life.